# Mordovië
Mordovië (Moksja/Erzja: Мордовия Республикасы, Mordovija Respoeblikasij, Russisch: Мордовия, Mordovija) is een autonome republiek van Rusland, gelegen tussen Moskou en de benedenloop van de Wolga.
Mordovië beslaat 26.159,3 km² en had 888.766 inwoners bij de census van 2002 waarvan 300.000 in de hoofdstad Saransk (Mordwiens: Saran Osj), die tevens de enige grote stad is.
In Mordovië wordt naast het Russisch vooral Mordwiens gesproken in twee varianten: het Erzja en het Moksja; beide hebben een officiële status. De beide Mordwiense groepen, die vooral het platteland bevolken, vormen samen iets meer dan 30% van de bevolking.

## Geschiedenis
Op 16 juli 1928 werd Mordovië een nationale okroeg (regio) van de Russische Socialistische Federatieve Sovjetrepubliek, op 30 januari 1930 een autonome oblast (provincie) en op 20 december 1934 een autonome socialistische sovjetrepubliek, die tot 25 januari 1994 heeft bestaan.
Veel etnische Mordwienen werden buiten de grenzen van hun titulaire republiek gehouden en tegenwoordig woont nog geen derde van hen in Mordovië. Anderzijds installeerde Jozef Stalin er strafkampen, waarnaar onder meer Krim-Tataren werden gedeporteerd.

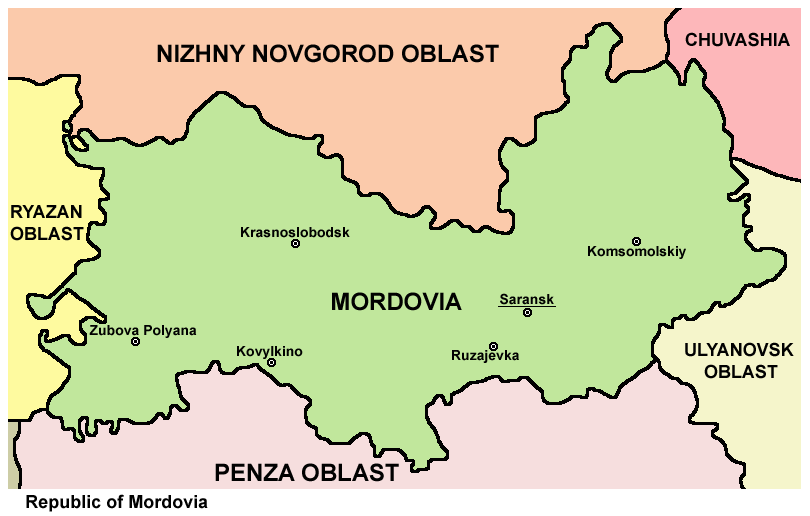
Belangrijkste plaatsen